# Schlacht von Kurikara
Die Schlacht von Kurikara war ein Gefecht, welches sich während des Genpei-Krieges im Jahr 1183 ereignete. Es gilt als Wendepunkt des Kampfes zwischen den Taira und den Minamoto und als eine der blutigsten Schlachten der japanischen Geschichte.

## Verlauf
Der Kommandant der Taira, Koremori, rückte mit etwa 40.000 Mann auf den Kurikara-Pass zu, um nach Etchū zu gelangen. Seine Armee bestand wegen des hohen Blutzolls in den vergangenen drei Jahren Krieg zu einem guten Teil aus unerfahrenen Bauern und war entsprechend undiszipliniert. Minamoto no Yoshinaka hatte bereits zuvor den Kurikara-Pass besetzt. Er verfügte nur über etwa 5000 Mann. Als er den Feind erblickte, befahl er seinen Kriegern, weiße Flaggen (das Symbol seines Klans) auf den Hügeln im Umland zu schwenken, um ein größeres Heer vorzutäuschen. Die eigentlich zahlenmäßig überlegenen Taira wagten es nicht, ihren Weg fortzusetzen und schlugen ihr Lager vor dem Pass auf. Bei Sonnenuntergang griffen die Minamoto ihre Gegner von drei Seiten an und nahmen sie unter anderem auch mit einem Pfeilregen unter Beschuss. Yoshinaka ließ eine Herde von Ochsen den Pass hinunter in die feindliche Armee treiben. Hierdurch gerieten die Taira in Unordnung. Viele ihrer Kämpfer wurden zu Tode getrampelt oder stürzten in die Tiefe. Ein Großteil ihrer Truppen wurde von den Minamoto in einem Hinterhalt getötet, nur wenige konnten entkommen.

## Bedeutung
Die Verluste der Taira waren wohl enorm hoch. Die Schlacht von Kurikara gilt daher als eine entscheidende Schlacht und ein Wendepunkt im Gempei-Krieg.